# Jonasz (Sysojewicz)
Jonasz, nazwisko świeckie Sysojewicz (ur. ok. 1607 w okolicach Rostowa, zm. 10 grudnia?/20 grudnia 1690) – rosyjski biskup prawosławny.

## Życiorys
Według niektórych źródeł był synem kapłana prawosławnego o imieniu Sysoj. Życie monastyczne rozpoczynał w monasterze Zmartwychwstania Pańskiego w Ugliczu. Następnie pełnił obowiązki przełożonego klasztorów św. Jerzego w Biełogosticy oraz Objawienia Pańskiego i św. Abrahamiusza Rostowskiego w Rostowie, będąc już archimandrytą. 15 sierpnia 1652 miała miejsce jego chirotonia biskupia, po której objął urząd metropolity rostowskiego. 
W 1654 i 1656 uczestniczył w odbywających się w Moskwie soborach, w czasie których przyjęto do realizacji założenia reformy liturgicznej patriarchy Nikona. Od 1664 metropolita Jonasz tymczasowo sprawował obowiązki zwierzchnika Kościoła. W 1664 pod naciskiem innych biskupów został zmuszony do rezygnacji z ich pełnienia, gdyż przyjął błogosławieństwo od Nikona, który nieoczekiwanie wrócił do Moskwy. W 1666 Jonasz wziął udział w soborze, który ostatecznie pozbawił patriarchę Nikona urzędu i wszystkich pozostałych godności kościelnych. Brał także udział w soborach biskupów w latach 1674 (wybór patriarchy Joachima) i 1690 (wybór patriarchy Adriana). W tym samym roku odszedł w stan spoczynku, zaś 20 grudnia 1690 zmarł. 
Zainicjował i współfinansował budowę szeregu nowych cerkwi i monasterów w swojej eparchii. W Rostowie wzniósł na przełomie lat 60. i 70. XVII w. nowy kompleks pałacu biskupiego (określanego popularnie jako kreml rostowski), który stał się główną dominantą architektury miasta. W okresie sprawowania przez niego urzędu powstały również kamienny sobór Trójcy Świętej w kompleksie monasteru Poczęcia św. Anny w Rostowie (następnie przemianowanego na monaster Przemienienia Pańskiego i św. Jakuba) oraz monumentalne sobory Podwyższenia Krzyża Pańskiego w Romanowie i Odnowienia Świątyni Zmartwychwstania Pańskiego w Jerozolimie w Borisoglebsku, obecnie oba w granicach miasta Tutajew. Został pochowany w soborze Zaśnięcia Matki Bożej w Rostowie.